# Distretto di Simanjiro
Il distretto di Simanjiro fa parte della regione del Manyara, in Tanzania. È suddiviso in 18 circoscrizioni (wards) e conta una popolazione di 291 169 abitanti (censimento 2022).
Confina a nord con la regione di Arusha, a nord est con la regione del Kilimangiaro, a sud est con la regione di Tanga, a sud con il distretto di Kiteto e ad ovest con il distretto rurale di Babati.

## Suddivisione amministrativa
Il distretto è diviso nelle seguenti circoscrizioni (wards), tra parentesi gli abitanti (censimento 2022):
1. Emboreet (20 996)
2. Endiamutu (15 979)
3. Endonyongijape (7 133)
4. Kitwai (10 082)
5. Komolo (23 665)
6. Langai (10 694)
7. Loiborsiret (25 332)
8. Loiborsoit (12 713)
9. Mirerani (21 250)
10. Msitu wa Tembo (15 383)
11. Naberera (33 344)
12. Naisinyai (18 177)
13. Ngorika (8 936)
14. Oljoro No. 5 (20 360)
15. Orkesumet (9 437)
16. Ruvu Remit (8 285)
17. Shambarai (15 113)
18. Terrat (14 290)